# West Bromwich
West Bromwich [wɛst ˈbɹɒmɪtʃ] ist eine Stadt im Zentralwesten Englands. Sie ist Teil des 1974 im Zuge der Kommunalreform entstandenen Metropolitan Borough von Sandwell nordwestlich von Birmingham und somit Teil des Metropolitan County West Midlands. Historisch gesehen gehört West Bromwich zum von Schwerindustrie geprägten Black Country und ist bekannt für seinen Fußballclub West Bromwich Albion, der seine Heimspiele im Stadion „The Hawthorns“ austrägt. Der Ort liegt an der Autobahn M 5, die von Birmingham nach Bristol führt.
Im Jahr 2011 hatte West Bromwich 72.945 Einwohner.

## Geschichte
West Bromwich wurde erstmals im Domesday Book aus dem Jahre 1086 erwähnt. Seit dem 12. Jahrhundert gab es an dem Ort ein Benediktinerkloster, um welches sich West Bromwich weiter entwickelte. 1727 wurde der Ort Station auf der Kutschenroute von London nach Shrewsbury, was West Bromwich größere Bedeutung verlieh.

## Wirtschaft
Im 19. Jahrhundert wurden Steinkohlelagerstätten entdeckt, womit die Stadt zum industriellen Zentrum aufstieg.
Jensen Motors war ein Automobilhersteller, der in der Zeit von 1935 bis 1976 am Ort existierte. Das Nachfolgeunternehmen Jensen Parts and Service setzte die Produktion von Sportwagen in der Zeit von 1983 bis 1992 in sehr geringem Umfang fort.

## Sport
Die Sportszene der Stadt wird von West Bromwich Albion dominiert, einem Fußballverein, der 1878 von Arbeitern der George Salter's Spring Works in West Bromwich gegründet wurde. West Brom gehörte 1888 zu den 12 Gründungsmitgliedern der Football League (der ersten Profi-Fußballliga der Welt), zusammen mit ihren beiden schärfsten lokalen Rivalen, Aston Villa und Wolverhampton Wanderers. Albion verbrachte die meiste Zeit seines Bestehens in der obersten Spielklasse des englischen Fußballs.

## Persönlichkeiten
- Francis Asbury (1745–1816), methodistischer Bischof
- David Christie Murray (1847–1907), Journalist und Schriftsteller
- Bob Roberts (1859–1929), Fußballtorhüter
- Billy Bassett (1869–1937), Fußballspieler
- Tom Boucher (* 1873), Fußballspieler
- Robert Hodgson (1874–1956), Diplomat
- John Glover (1876–1955), Fußballspieler
- Jesse Pennington (1883–1970), Fußballspieler
- Harry White (1904–1926), Fußballspieler
- Raymond Bernard Cattell (1905–1998), britisch-US-amerikanischer Psychologe
- Madeleine Carroll (1906–1987), Schauspielerin
- Lawrence H. Wells (1908–1980), südafrikanischer Anthropologe, Archäologe, Paläontologe und Anatom britischer Herkunft
- Raymond Brookes, Baron Brookes (1909–2002), Ingenieur und Unternehmer
- Tomás Beswick (1911–1980), argentinischer Sprinter
- Reginald A. Foakes (1923–2013), Literaturwissenschaftler
- Ailsa Land (1927–2021), Wirtschaftswissenschaftlerin und Mathematikerin
- Gerry Ashmore (1936–2021), Autorennfahrer
- Alan Boswell (1943–2017), Fußballspieler
- Alan Lloyd (* 1944), Radrennfahrer
- Robert Plant (* 1948), Sänger von Led Zeppelin
- Chic Bates (1949–2025), Fußballtrainer
- Phil Lynott (1949–1986), ehemaliger Sänger und Bassist von Thin Lizzy
- K. K. Downing (* 1951), Gitarrist von Judas Priest
- Ian Hill (* 1951), Bassist von Judas Priest
- Frank Skinner (* 1957), Komiker, Schauspieler, Moderator und Autor
- Dennis Stewart (* 1960), Judoka
- Paul Birch (1962–2009), Fußballspieler
- Dean Smith (* 1971), Fußballspieler und -trainer
- Denise Lewis (* 1972), Fünfkämpferin
- Cat Deeley (* 1976), Fernsehmoderatorin, Schauspielerin, Sängerin und Model
- Jamie Hughes (* 1986), Dartspieler
- Benjamin Whittaker (* 1997), Boxer